# Javier Stanziola
Javier Stanziola é um escritor panamenho. Foi ganhador por quatro vezes do Concurso Nacional de Literatura Prêmio Ricardo Miró. Seu primeiro romance "Hombres enlodados" (Homens enlodados, sem versão em português), abordou pela primeira vez na literatura panamenha o tema da identidade de gênero.
De 2018 à atualidade, é o autor da coluna quinzenal "Expulsando a Coelho" na revista centroamericana (Casi) literal.

### Escritor
Em 1996, Stanziola incursiona no mundo do teatro com sua obra "De mangos y albaricoques" (Mangas e damascos, sem versão em português) e obtém seu primeiro prêmio Ricardo Miró. Em 1999, estuda em cursos de atuação no Flórida Repertory Theater e participa em obras de teatro na Flórida como ator e roteirista.
Em 2002, recebe novamente o prêmio Ricardo Miró em teatro por sua obra Solsticio de invierno, primeira obra teatral ganhadora que recebe o apoio do INAC para ser levada ao palco. Faz cursos de atuação e direção em Londres em 2003. Em 2005, escreve e dirige sua terceira obra Profesión: Mujer (Profissão: Mulher, ser versão em português), que é nomeada para dois Prêmios Escenas nas categorias melhor atriz coadjuvante (Masha Arguelles) e melhor ator estreante. Sua obra Hablemos de lo que no hemos vivido (Falemos do que não temos vivido, sem versão em português) recebe o prêmio Ricardo Miró 2008 de teatro.
Em 2012 recebe o prêmio Ricardo Miró de romance por sua obra Hombres enlodados. Depois de receber este prêmio pela quarta vez, decide não participar novamente neste concurso literário.
Em 2016, estreia sua obra teatral El mito de la gravedad: Un pequeño acto de perversión social (O mito da gravidade: Um pequeno ato de perversão social, sem versão em português) feito com a produção da companhia Teatro Carilimpia e cria o projeto teatral Monólogos da invasão
Em 2017, produz e facilita o projeto teatral De mangos e albaricoques: Redescubierta (Mangas e damascos: redescoberta) explorando a experiência LGBTIQ no Panamá.
A peça Cristo Quijote Tratado, sobre as negociações dos Tratados Torrijos-Carter, estreou no Teatro La Huaca, como parte da Feira do Livro de 2017 e tem sido encenada no Teatro Nacional de Panamá como parte do verão cultural da Autoridade do Canal de Panamá. Em 2019, estreia RE:Versiones en Ciudad del Saber (RE:Versões em Cidade do Saber), um percurso da história panamenha de 1979 a 1999. . Em 2022, estreia uma nova versão de El mito de la gravedad no Panamá. No Chile, esta mesma obra recebe uma leitura dramatizada como parte do Festival Off. Em 2023, estreia La pura pureza de la luz (A pura pureza da luz), explorando experiências de assédio trabalhista em centros de investigação acadêmica do Panamá. Nesse mesmo ano, El mito de la gravedad participa no Festival Out of the Wings em Londres, traduzida ao inglês por Alexander Aguayo.

## Obras

### Ensaios acadêmicos
- Arts, Government and Community Revitalization, publicado por Ashgate (1999) ISBN 1840149515.
- Modelling Heritage: Economic, Legal and Political Considerations Journal of Heritage Studies, February 1999.
- De Como los Artistas dan Luces al campo de Revivificación Urbana (Artists and Urban Development) Anuário de Espaços Urbanos, May 2001.
- Neoliberalism and Cultural Policies in Latin America: The Case of Chile International Journal of Cultural Policy, Spring 2002.
- The Impact of Devolution on Organizational Effectiveness: An Exploratory Case Study of Faith-Based Child Care. The Qualitative Report, Spring 2004.
- (Co-Authored) Investing in Culture: Challenges and Opportunities, published by Arts & Business, UK, 2006.
- Measuring the Size and Concentration of Business Funding of Culture in the UK: Closing the Ga Categoría:Wikipedia:Artículos con enlaces externos rotos p between Advocacy and Theory , Cultural Trends, Vol 16, 2007.
- (Co-Authored with Diego Méndez-Carbajo) Patterns of inequality in private funding of culture across the Uk. Cultural Trends, Forthcoming Vol 17, 2008.
- Developing a model to articulate the impact of museums and galleries: another dead duck in cultural policy research?, Cultural Trends, Vol 17, 2008.
- What will bê the needs of Library, Museum and Archives users in the next 10 years? Research implications. Library and Information Research, Vol 32, 2008.
- Lifelong Learning at Public Libraries in Twelve EU Countries: Policy Considerations, Journal of Adult and Continuing Education, Vol. 16, 2010.
- Some More Unequal than Others: Alternative Financing in Museums, Libraries and Archives in England, Cultural Trends, Summer 2011.
- Experts in search of expert power: Analysing CASE from an institutional perspective, Cultural Trends, 2012.
- Soberanía sobre mi territorio emocional: Teatro y novela desde el exilio (sexual), Revista Cultura, 2013.
- Casco Viejo Walks: Performing Panama’s ‘Other’ Sexual Space(s), Journal Interventions, 2014.
- Symbolic Implementation of Cultural Participation Programmes: The Case of Panama's 500-year Fund, Conjunctions, Vol. 7 Não. 2, 2020.
- Tipologías de grupos sociales de Panamá, Revista Investigación y Pensamiento Crítico, 2021.
- The Pretty face of inequality: Arts attendance in Panama, Journal of Arts Management, Law and Society, 2021.
- Rigidez en las reglas del juego: respuesta con enfoque de género ante el covid-19 en América Latina y el Caribe, Revista Polis, Não. 64 janeiro 2023.

### Teatrais
- De mangos y albaricoques (1996), editado por Libros Sin Fronteras Inventory (2000) ISBN 9990023662. Obra ganhadora do Concurso Ricardo Miró em 1996.  (Júri internacional: Isaac Chocrón, Venezuela).  Versão Kindle:
- Solsticio de Invierno (2002), publicado pelo Instituto Nacional de Cultura (2003) ISBN 9962601584.  Obra ganhadora do Concurso Ricardo Miró em 2002.  (Júri internacional: Jorge Arroio, Costa Rica). Versão Kindle:
- Profesión: Mujer, estréia em 2005 em Panamá.
- Hablemos de lo que no hemos vivido, 2009. Ganardora do Concurso Ricardo Miró em 2008, (Júris Internacionais, Amparo Climent -Espanha e Ana Teresa Sosa Plano - Venezuela). Versão Kindle:
- El mito de la gravedad (2016). Edição Limitada.
- Cristo Quijote Tratado (2017).
- RE:Versions (2019)
- El mito de la gravedad: Un pequeño acto de perversión social (2022).
- La pura pureza de la luz (2023).

### Romances
- Hombres enlodados (2013), Prêmio Miró em Romance 2012.
- Tradução ao inglês de um capítulo de Hombres enlodados, por Alexander Aguayo para Words without borders.
- Capítulo de Hombres enlodados para La Estrella de Panamá, Foi a noite do Miss Venezuela.
- Capítulo de Hombres enlodados para La Estrella de Panamá, Um Cristo negro como eu.

### Contos
- Everything´s gonna be OK (2020)
- Amor y violencia en tiempos del virus coronado (2020)
- Leocadio de colores (2019)
- El olor de la bondad (2019)
- Mónica en movimiento (2019)

### Links externos
- O Teu é puro teatro: Entrevista em revista Complô:  (  ; veja-se o , a   ).
- Rumo a Londres: Reportagem sobre montagem de Falemos do que não temos vivido em Londres no Instituto Cervantes.   (enlace rompido disponível em Internet Archive; veja-se o historial, a primeira versão e a última). Categoría:Wikipedia:Artículos con enlaces externos rotos
- Dramaturgia Ferida: Artigo nA Imprensa de Panamá sobre o Prêmio Ricardo Olhou e a secção Teatro:  (  ; veja-se o , a   ).
- Artigo nA Imprensa de Panamá sobre Falemos do que não temos vivido:
- Martínez, Ismenia (2002): A personagem dramática no triângulo amoroso do teatro latinoamericano contemporâneo.
- Ficha no Diretório de escritores de Panamá.
- Artigo nA Imprensa de Panama sobre De cabos e albaricoques